# اضطرابات كورسيكا 2022
في مارس 2022، شهدت جزيرة كورسيكا بفرنسا احتجاجات ردًا على هجوم بالسجن على الزعيم القومي إيفان كولونا. كانت هناك مسيرات في المدن الرئيسية في أجاكسيو، كالفي وباستيا أدت إلى اشتباكات عنيفة بين الشرطة والمتظاهرين. ورشق المتظاهرون الحجارة والقنابل المضيئة على رجال الدرك.